# Ушаково (Удомельский район)
Ушаково — деревня в Удомельском городском округе Тверской области.

## География
Деревня находится в северной части Тверской области у западной окраины поселка Брусово.

## История
Впервые упоминается в 1545 году. В 1886 году упоминается как усадьба Никольское (Ушаково). На усадьбе было 3 жилых и 9 нежилых построек. Здесь работали 3 постоянных работника и 4 сезонника. В усадьбе проживала 1 семья и 5 временно проживающих крестьян. В 1918 году в Ушакове значилось имение. При советской власти Ушаково стало сначала называться хутором, а затем — деревней. Дворов (хозяйств) было учтено 10 (1961), 6 (1986), 4 (2000). В советский период истории здесь работали те же хозяйства, что и в поселке Брусово. До 2015 года входила в состав Брусовского сельского поселения до упразднения последнего. С 2015 года в составе Удомельского городского округа.

## Население
Численность населения: 25 человек (1961 год), 17 (1986), 7 (2000), 5 (русские 100 %) в 2002 году, 10 в 2010.